# Mogwai Young Team
A Mogwai Young Team (más néven Young Team) a skót posztrock együttes Mogwai első stúdióalbuma, amelyet 1997. október 27-én adott ki a Chemical Underground. Producerei Paul Savage és Andy Miller.

## Történet
Az albumot 1997 nyarán vették fel a hamiltoni MCM Studiosban (ma Gargeblast Studios); producerei Paul Savage és Andy Miller. Az album nagyrészt instrumentális, kivéve az R U Still in 2 It dalt, amelyben az Arab Strap egy tagja, Aidan Moffat énekel. A többi számban is felhangzanak háttérzajok, például telefoncsörgés, vagy beszéd. Hangszerek közül a gitár, a basszusgitár és a dob kerülnek előtérbe, de néhol hallható harangjáték, zongora és fuvola is. A felvétel kezdete előtt mindössze három dalt írtak meg előre.
A lemez a Pitchfork Media 1990-es évekbeli 100-as toplistáján a 97. helyre került. Az Egyesült Királyságban több, mint 30 ezer példányban kelt el.
Az album logóját Adam Piggot készítette; alapja a glasgow-i zenekarok egy közkedvelt jelképe. A cím a Sighthill Young Teamre utal.
A borítókép Brendan O'Hare fotójának inverze. A kép egy tokiói bankfiókot (Fuji Bank) ábrázol.
A zenekar tagjai álnéven szerepelnek. John Cummings hús iránti rajongása miatt a „Cpt. Meat”, Martin Bulloch pacemakere miatt a „bionic”, Dominic Aitchison gyerekkori, Lucifertől való félelme miatt a „DEMONIC” nevet választotta. Brendan O'Hare „+the relic+” néven szerepel; ő volt a csapat legidősebb tagja (27 éves), és ekkor már számos más zenekarban játszott.

## Számlista
Az összes szám szerzője a Mogwai, kivéve az R U Still in 2 It dalé, melyet Aidan Moffat írt.
| 1.    | Yes! I Am a Long Way from Home         | 5:57  |
| 2.    | Like Herod                             | 11:41 |
| 3.    | Katrien                                | 5:24  |
| 4.    | Radar Maker                            | 1:35  |
| 5.    | Tracy                                  | 7:19  |
| 6.    | Summer (Priority Version)              | 3:28  |
| 7.    | With Portfolio                         | 3:10  |
| 8.    | R U Still in 2 It                      | 7:20  |
| 9.    | A Cheery Wave from Stranded Youngsters | 2:18  |
| 10.   | Mogwai Fear Satan                      | 16:19 |
| 64:31 |                                        |       |

| Ismételt kiadás | Ismételt kiadás                                                               | Ismételt kiadás | Ismételt kiadás | Ismételt kiadás | Ismételt kiadás | Ismételt kiadás | Ismételt kiadás | Ismételt kiadás | Ismételt kiadás |
|                 | Cím                                                                           | Hossz           |                 |                 |                 |                 |                 |                 |                 |
| --------------- | ----------------------------------------------------------------------------- | --------------- | --------------- | --------------- | --------------- | --------------- | --------------- | --------------- | --------------- |
| 1.              | Young Face Gone Wrong (felvétel közbeni változat)                             | 2:58            |                 |                 |                 |                 |                 |                 |                 |
| 2.              | I Don't Know What to Say (eredetileg a Radio 1 Sound City lemezen jelent meg) | 1:15            |                 |                 |                 |                 |                 |                 |                 |
| 3.              | I Can't Remember (eredetileg a Glasgow középlemezen jelent meg)               | 3:14            |                 |                 |                 |                 |                 |                 |                 |
| 4.              | Honey (eredetileg az A Tribute To Spacemen 3 lemezen jelent meg)              | 4:18            |                 |                 |                 |                 |                 |                 |                 |
| 5.              | Katrien (élő)                                                                 | 5:31            |                 |                 |                 |                 |                 |                 |                 |
| 6.              | R U Still in 2 It (élő)                                                       | 8:01            |                 |                 |                 |                 |                 |                 |                 |
| 7.              | Like Herod (élő)                                                              | 7:53            |                 |                 |                 |                 |                 |                 |                 |
| 8.              | Summer (Priority) (élő)                                                       | 2:59            |                 |                 |                 |                 |                 |                 |                 |
| 9.              | Mogwai Fear Satan (élő)                                                       | 10:26           |                 |                 |                 |                 |                 |                 |                 |
| 46:35           |                                                                               |                 |                 |                 |                 |                 |                 |                 |                 |

## Kiadások
| Ország                    | Dátum             | Kiadó                | Formátum                                   | Katalógusazonosító |
| ------------------------- | ----------------- | -------------------- | ------------------------------------------ | ------------------ |
| Amerikai Egyesült Államok | 1997. október 21. | Jetset               | CD, 2×LP                                   | TWA07CD, TWA07     |
| Egyesült Királyság        | 1997. október 27. | Chemikal Underground | CD, 2×LP                                   | CHEM018CD, CHEM018 |
| Ausztrália, Új-Zéland     | 1997. október 28. | Spunk                | CD                                         | URA013             |
| Egyesült Királyság        | 2008. május 26.   | Chemikal Underground | 2×CD, 4×LP díszdoboz (ismételt megjelenés) | CHEM106CD, CHEM106 |

### Ismételt megjelenés
2008 májusában a Chemikal Underground újra kiadta az albumot. Az új változat két lemezt tartalmaz: az elsőn az eredeti album található, a másodikon pedig a korábban még nem megjelent Young Face Gone Wrong dal, valamint más számok élő és felvétel közbeni változatai.

## Közreműködők

### Mogwai
- Stuart Braithwaite („pLasmatroN” álnéven) – gitár, harangjáték
- Dominic Aitchison („DEMONIC” álnéven) – basszusgitár
- Martin Bulloch („bionic” álnéven) – dob
- John Cummings („Cpt. Meat” álnéven) – gitár
- Brendan O'Hare („+the relic+” álnéven) – zongora, gitár

### Más zenészek
- Barry Burns – visszafelé lejátszott monológ
- Mari Myren – monológ
- Aidan Moffat – ének
- Shona Brown – fuvola

### Producerek
- Paul Savage
- Andy Miller
- Keith Cameron – megjegyzések a 2008-as ismételt kiadáshoz

## Fordítás
Ez a szócikk részben vagy egészben  a   Mogwai Young Team című angol Wikipédia-szócikk ezen változatának fordításán alapul.  Az eredeti cikk szerkesztőit annak laptörténete sorolja fel. Ez a jelzés csupán a megfogalmazás eredetét és a szerzői jogokat jelzi, nem szolgál a cikkben szereplő információk forrásmegjelöléseként.